# Yao Beina
Yao Beina (en idioma chino: 姚貝娜, nacida el 26 de septiembre de 1981-16 de enero de 2015), conocida también como Bella Yao, fue una cantante y pianista china. 
Fue una de las participantes del programa televisivo La Voz de China en 2012. Yao fue diagnosticada con cáncer de mama, y poco después, emprendió una campaña de difusión para la población, ocupó la portada de una importante revista del país desnuda para concienciar a las mujeres.
Falleció 16 de enero de 2015 a los 33 años.